# La Tragédie d'un homme ridicule
Pour plus de détails, voir Fiche technique et Distribution.
La Tragédie d'un homme ridicule (titre original : La tragedia di un uomo ridicolo) est un film italien réalisé par Bernardo Bertolucci, sorti en 1981.

## Synopsis
Le fils de l'entrepreneur Primo Spaggiari, qui possède une usine de Parmesan, est enlevé. Une rançon est demandée par les ravisseurs.

## Fiche technique
- Titre : La Tragédie d'un homme ridicule
- Titre original : La tragedia di un uomo ridicolo
- Réalisation : Bernardo Bertolucci
- Directeur de production : Massimo Ferrero
- Scénario : Bernardo Bertolucci
- Musique  : Ennio Morricone
- Costumes : Lina Nerli Taviani
- Pays d'origine : Italie
- Format : couleurs - mono - 35 mm
- Genre : drame
- Durée : 116 minutes
- Dates de sortie : 
  -  Italie : 1er octobre 1981
  -  Allemagne de l'Ouest : 6 novembre 1981
  -  France : 10 novembre 1981
- Affiche : René Ferracci (France)

## Distribution
- Ugo Tognazzi : Primo Spaggiari
- Anouk Aimée : Barbara Spaggiari
- Laura Morante : Laura
- Victor Cavallo : Adelfo
- Olimpia Carlisi : Chiromant
- Vittorio Caprioli : Marshal
- Renato Salvatori : colonel
- Ricky Tognazzi : Giovanni Spaggiari
- Margherita Chiari : servante
- Gaetano Ferrari : garde

## Récompenses et distinctions
- Prix d'interprétation masculine pour Ugo Tognazzi au Festival de Cannes 1981